# 桃井直美
桃井 直美（ももい なおみ、1896年（明治29年）7月10日 - 1966年（昭和41年）1月9日）は日本の政治家、内務官僚。官選岐阜県知事、公選高知県知事。旧姓・公文。

## 生涯
高知県長岡郡国比左村比江36番屋敷で、県会議員・公文伊三郎、亀寿の三男として生まれた。粟島航海学校に進み海軍兵学校を目指したが、近視のため断念。同海員学校長の桃井百太郎（?〜1945年11月14日）の養子となる。
その後、京都府第二中学校に編入し、第六高等学校を卒業。1923年12月、高等試験行政科試験に合格。1924年、東京帝国大学法学部法律学科（独法）を卒業。内務省に入省し福島県属・内務部勤務となる。
その後、福島県警部、岩手県・富山県・三重県各勤務、佐賀県書記官・経済部長、山梨県書記官・警察部長、和歌山県書記官・警察部長、鹿児島県書記官・警察部長、神奈川県書記官・学務部長、愛媛県書記官・総務部長、埼玉県部長・内政部長などを歴任。
1946年2月、官選の岐阜県知事に就任。農地改革に備えて農地部を新設した。
同年10月、昭和天皇の岐阜県行幸（昭和天皇の戦後巡幸）があり随行した。
1947年3月、第1回岐阜県知事選挙に出馬するため知事を辞職するが、武藤嘉門に約14,000票差で敗れる。同年11月、出身地の高知県で知事の川村和嘉治が公職追放となったことを受け、自由党と民主党の推薦を得て知事選に出馬。12万票以上の差をつけて当選。1948年1月、高知県知事に就任した。財政再建、復興事業の促進、物部川水系電源開発、高知大学設立支援、高知県文化賞の創設などに取り組んだ。
1951年12月には自由党の推薦を得て再選を目指したが、川村和嘉治に敗れた。その後、浦和市に移り、埼玉県福祉協会常務理事、吉田茂秘書などを務めた。墓所は青山霊園。